# Kerbors
 Kerbors  (en bretón Kerborzh) es una población y comuna francesa, situada en la región de Bretaña, departamento de Côtes-d'Armor, en el distrito de Lannion y cantón de Lézardrieux.

## Demografía
| 483 | 427 | 368 | 318 | 321 | 329 | 355 |
| Para los censos de 1962 a 1999 la población legal corresponde a la población sin duplicidades (Fuente: INSEE [Consultar]) |     |     |     |     |     |     |